# 322. п. н. е.

## Догађаји
- Отпочео Први рат дијадоха